# Vado Ligure
Vado Ligure est une commune de la province de Savone, dans la région Ligurie, en Italie.

## Administration
| Période                                  | Période  | Identité       | Étiquette       | Qualité |
| ---------------------------------------- | -------- | -------------- | --------------- | ------- |
| 14 juin 2004                             | En cours | Carlo Giacobbe | Centro-Sinistra |         |
| Les données manquantes sont à compléter. |          |                |                 |         |

### Hameaux
Porto Vado, Segno, San Ermete, San Genesio, Bossarino, Valle di Vado.

### Communes limitrophes
Bergeggi, Quiliano, Savone, Spotorno, Vezzi Portio.

### Évolution démographique
Habitants recensés

### Jumelages
- La Ravoire (France) ;
- Niquero (Cuba).

## Sports
- Le Vado FBC a disputé 4 saisons du championnat de football D2, de la saison 1922-1923 à la saison 1925-1926.